# Kung-Fu Master (film)
Kung-Fu Master is een Franse dramafilm uit 1988 onder regie van Agnès Varda.

## Verhaal
Mary-Jane is een vrouw van middelbare leeftijd. Ze heeft een affaire met de tiener Julien. Ze worden gedwongen om uit elkaar te gaan. Julien vindt troost in videospelletjes. Mary-Jane lijdt onder het besef dat ze ouder wordt.

## Rolverdeling
| Acteur               | Personage |
| -------------------- | --------- |
| Jane Birkin          | Mary-Jane |
| Mathieu Demy         | Julien    |
| Charlotte Gainsbourg | Lucy      |
| Lou Doillon          | Lou       |
| Gary Chekchak        | Jongere   |
| Cyril Houplain       | Jongere   |
| Frank Laurent        | Jongere   |
| Aurélien Hermant     | Jongere   |
| Jérémie Luntz        | Jongere   |
| Thomas Bensaïd       | Jongere   |
| Pénélope Pourriat    | Jongere   |
| Ninon Vinsonneau     | Jongere   |
| Bégonia Leis         | Jongere   |
| Eva Simonet          | Vriendin  |
| Judy Campbell        | Moeder    |